# Antídoto Universal
Antídoto Universal é uma mistura simples de três ingredientes, dissolvidos ou não em água ou leite, capaz de auxiliar nos primeiros socorros em caso de envenenamento por ingestão. 

## Modo de Preparo
Mistura-se: uma parte de chá forte, uma parte de leite de magnésia, e duas partes de pão queimado triturado. Algumas fontes alteram um pouco a quantidade, mas os ingredientes estão sempre presentes.
O chá forte citado pode ser obtido reduzindo-se a quantidade de água no preparo do chá caseiro, lembrando-se que não se deve adicionar açúcar. Já o pão queimado pode ser obtido esquentando-se um pão no fogo do fogão até que ele esteja bem preto. O pão queimado fica tão seco que, ao se apertá-lo com a mão, se quebrará em pedaços cujos flocos deverão ser juntados pra formar a quantidade acima. 
Apesar de várias fontes citarem o carvão ativado como desintoxicante, o Antídoto Universal não guarda fundamento científico expresso, e não deve ser utilizado como fator principal na desintoxicação, sendo apenas uma solução temporária enquanto o paciente aguarda o socorro do médico ou bombeiro.